# Euthrix
Euthrix là một chi bướm đêm trong họ Lasiocampidae. Chi này có các loài sau:
- Euthrix potatoria
- Euthrix hani
- Euthrix tsini
- Euthrix vulpes
- Euthrix sherpai
- Euthrix fossa
- ?Euthrix improvisa
- Euthrix lao
- Euthrix orboy
- Euthrix ochreipuncta
- Euthrix imitatrix
- Euthrix laeta